# Juraj Krajčovič
Juraj Krajčovič (24. března 1898, Bošáca, Rakousko-Uhersko ₋ 19. února 1945, Melk, Německo) byl důlní inženýr a učitel.
Studoval na gymnáziu v Trenčíně. V roce 1923 absolvoval Vysokou školu báňskou v Příbrami. Od roku 1923 pracoval jako učitel na Vyšší průmyslové škole strojní v Košicích, od 1939 byl ředitelem Státní průmyslové školy v Banské Bystrici. Krajčovič zastával pozice nesouhlasné ke klerofašistickému režimu Slovenského štátu, a proto dal během Slovenského národního povstání budovu školy k dispozici Pověřenectví školství a národní osvěty. Po přechodu SNP do hor se snažil zachránit sbírky školy. Nacistickými bezpečnostními orgány byl nakonec zatčen, vězněn nejprve v Banské Bystrici, a od prosince 1944 v Bratislavě. Krajčovič zahynul při náletu amerických letadel na transport vězňů do koncentračního tábora v Mauthausenu.